# Mateo Hernández Netro
Mateo Hernández Netro (Maldonado, San Luis Potosí, 1886-1946) fue un militar y político mexicano. Fue gobernador de San Luis Potosí de 1935 a 1938, cuando se alzó en armas como parte de la rebelión de Saturnino Cedillo.

## Biografía
Nacido en la localidad de Maldonado en el municipio de Alaquines, durante su infancia fue trabajador agrícola. En 1910 se unió a la Revolución Mexicana y en 1913 comenzó a luchar bajo el mando de Saturnino Cedillo y sus hermanos, iniciando así una relación personal y política que se extendería a lo largo de toda su vida, siendo siempre uno de los más fieles y cercanos partidarios de Cedillo.
Combatió a las fuerzas de Victoriano Huerta y luego estuvo bajo el mando de Emiliano Zapata, en 1920 apoyó la revolución de Agua Prieta contra Venustiano Carranza. En 1923 apoyó la rebelión delahuertista y en 1929 como parte del ejército federal combatió la rebelión escobarista. En su carrera militar alcanzó el grado de coronel.
En 1935, con el apoyo de Cedillo que acaparaba el poder político en San Luis Potosí, fue elegido gobernador del estado asumiendo el mandato el 26 de septiembre de ese año para terminar en la misma fecha de 1939. Sin embargo, no culminaría su cargo pues desde la gubernartura apoyó la rebeldía de Saturnino Cedillo contra el gobierno de Lázaro Cárdenas. El 15 de mayo de 1938 la XXXV Legislatura del Congreso del Estado de San Luis Potosí emitió un decreto en el que desconocía al gobierno federal, reasumía la soberanía del estado y llamaba a la rebelión contra el gobierno, nombrando comandante de la misma a Cedillo. Hernández Netro publicó el decreto el mismo día y emitió junto con el un manifiesto sumándose a la rebelión.
El 22 de mayo siguiente el Congreso le concedió licencia a la gubernatura para unirse a la lucha armada y nombró gobernador al presidente del Supremo Tribunal de Justicia del estado Miguel Álvarez Acosta. Cárdenas se presentó en San Luis Potosí, y ante la declarada rebeldía del gobernador y el Congreso, el Senado de la República declaró el 26 de mayo la desaparición de poderes en el estado, desconociendo al gobernador y la legislatura y nombrando a Genovevo Rivas Guillén gobernador provisional, que al día siguiente, 27 de mayo, rindió protesta formal de su cargo.
La rebelión nunca llegó a cundir más allá de algunas regiones del estado de San Luis Potosí, y finalmente el 11 de enero de 1939 Saturnino Ceidllo perdió la vida —en circunstancias poco claras— y con ello terminó prácticamente su alzamiento. Hernández Netro y muchos partidarios se rindieron y aceptaron la amnistía ofrecida por el gobierno de Cárdenas y se retiró a la vida privada, dedicándose desde ese momento a la agricultura y gandería en sus propiedades. Falleció el año de 1946.